# İlker Sayan
İlker Sayan (* 4. Mai 1993 in Izmir) ist ein türkischer Fußballspieler.

## Karriere

### Verein
Sayan kam in Konak einem Stadtteil der westtürkischen Hafenstadt Izmir auf die Welt und begann mit dem Vereinsfußball in der Jugend von Göztepe Izmir. 2007 wechselte er dann mit einem Profivertrag ausgestattet in die Jugendabteilung von Dardanelspor und spielte bis ins Jahr 2010 ausschließlich für die Reservemannschaft. Erst in der Saison 2010/11 kam er bei dem Profis zum Einsatz und eroberte sich dann einen Stammplatz. Die Viertligasaison 2012/13 beendete er mit seinem Team als Playoffsieger der TFF 3. Lig und stieg damit in die TFF 2. Lig auf.
Für die Saison 2014/15 wurde Sayan an den Erstligisten Kayseri Erciyesspor ausgeliehen. Bereits zur nächsten Winterpause kehrte er zu Dardanelspor wieder zurück.

### Nationalmannschaft
Sayan durchlief von der türkischen U-15 bis zur U-19-Nationalmannschaft alle Jugendnationalmannschaften. Mit der türkischen U-17-Nationalmannschaft nahm er an der U-17-Fußball-Europameisterschaft 2010 teil und erreichte hier mit seiner Mannschaft das Halbfinale.

## Erfolge
Mit Dardanelspor
- Playoffsieger der TFF 3. Lig und Aufstieg in die TFF 2. Lig: 2012/13

Mit der türkischen U-17-Nationalmannschaft
- Halbfinalist der U-17-Fußball-Europameisterschaft: 2010